# Mo-Do
Mo-Do (vl. jménem Fabio Frittelli 24. července 1966, Monfalcone, Gorizia, Itálie – 6. února 2013, Udine, Itálie) byl italský eurodance hudebník. Jeho největším hitem byla skladba Eins, Zwei, Polizei z roku 1994, která dosáhla na 1. místo v hudebních žebříčcích v Německu, Rakousku a Itálii. Přestože pocházel z Itálie, jeho skladby jsou v němčině (kromě hitu Für dich, my love, kde kombinuje angličtinu a němčinu). Fabio Frittelli byl 7. února 2013 ve svém domě v Itálii nalezen mrtev. Policie případ řešila jako sebevraždu.

## Diskografie

### Alba
- Was Ist Das (Metronome Records, 1995)

### Singly
- „Eins, Zwei, Polizei“ (ZYX Music, 1994)
- „Super Gut“ (ZYX Music, 1994)
- „Gema Tanzen“ (ZYX Music, 1995)
- „Sex Bump Twist“ (ZYX Music, 1996)
- „Eins, Zwei, Polizei“ (1999 Remixes) (FLEX Records, 1999)
- „Superdisco“ (Cyberdisco) (Full Access, 2000)